# Нове Скошеви
Нове Скошеви (пол. Nowe Skoszewy) — село в Польщі, у гміні Новосольна Лодзький-Східного повіту Лодзинського воєводства.
Населення — 89 осіб (2011).

## Демографія
Демографічна структура станом на 31 березня 2011 року:
|          | Загалом | Допрацездатний вік | Працездатний вік | Постпрацездатний вік |
| -------- | ------- | ------------------ | ---------------- | -------------------- |
| Чоловіки | 44      | 3                  | 36               | 5                    |
| Жінки    | 45      | 5                  | 27               | 13                   |
| Разом    | 89      | 8                  | 63               | 18                   |